# Fakulta chemicko-technologická Univerzity Pardubice
Fakulta chemicko-technologická (FCHT) Univerzity Pardubice je nejstarší ze sedmi fakult Univerzity Pardubice. Vznikla roku 1950 a jejím sídlem jsou Pardubice. Děkanem fakulty je v současnosti prof. Ing. Petr Němec, Ph.D.

## Historie
Pardubické chemické podniky navrhly zřízení Vysoké školy chemické už v roce 1945, přičemž její skutečný vznik československá vláda schválila 27. června 1950. Výuka byla zahájena 15. října 1950 v prostorách pekařské a cukrářské průmyslovky a od akademického roku 1951/1952 se univerzita přemístila do státní průmyslové školy na náměstí Čs. legií. V roce 1953 se název této jednofakultní vysoké školy změnil na Vysokou školu chemicko-technologickou (VŠChT). Škola se postupně rozšiřovala, ale jednofakultní zůstala až do roku 1991, kdy vznikla Fakulta územní správy, z VŠChT vznikla Univerzita Pardubice, přičemž chemici dnes představují jednu z fakult univerzity.
V listopadu 2008 byl dokončen nový areál Fakulty chemicko-technologické, navržený architektonickou kanceláří Kuba & Pilař architekti. Budova získala hlavní cenu Grand Prix architektů za rok 2009.

## Orgány fakulty
| Název orgánu                                           | Vedoucí orgánu                   |
| ------------------------------------------------------ | -------------------------------- |
| Katedra analytické chemie                              | prof. Ing. Karel Ventura, CSc.   |
| Katedra anorganické technologie                        | prof. Ing. Petra Šulcová, Ph.D.  |
| Katedra biologických a biochemických věd               | prof. Mgr. Roman Kanďár, Ph.D.   |
| Katedra ekonomiky a managementu chem. a potr. průmyslu | Ing. Jan Vávra, Ph.D.            |
| Katedra fyzikální chemie                               | prof. Ing. Libor Čapek, Ph.D.    |
| Katedra obecné a anorganické chemie                    | prof. Ing. Roman Jambor, Ph.D.   |
| Katedra polygrafie a fotofyziky                        | prof. Ing. Petr Němec, Ph.D.     |
| Centrum materiálů a nanotechnologií (CEMNAT)           | prof. Ing. Miroslav Vlček, CSc.  |
| Společná laboratoř chemie pevných látek                | doc. Ing. Eva Černošková, CSc.   |
| Ústav aplikované fyziky a matematiky                   | prof. Ing. Čestmír Drašar, Dr.   |
| Ústav energetických materiálů                          | doc. Ing. Miloš Ferjenčík, Ph.D. |
| Ústav envoronmentálního a chemického inženýrství       | prof. Ing. Petr Mikulášek, CSc.  |
| Ústav chemie a technologie makromolekulárních látek    | Ing. David Veselý, Ph.D.         |
| Ústav organické chemie a technologie                   | prof. Ing. Miloš Sedlák, DrSc.   |
| Univerzitní ekologické centrum                         | prof. Ing. Petr Mikulášek, CSc.  |

## Studium

### Bakalářské studijní programy
B0512A130006 Analýza biologických materiálů
- obor Analýza biologických materiálů

B0531A130016 Anorganické a bioanorganické materiály
- obor Anorganické a bioanorganické materiály

B0488A050003 Ekonomika a management podniků chemického průmyslu
- obor Ekonomika a management podniků chemického průmyslu

B0531A130012 Farmakochemie a medicinální materiály
- obor Farmakochemie a medicinální materiály

B0531A139987 Hodnocení a analýza potravin
- obor Hodnocení a analýza potravin

B0531A139988 Chemie
- obor Chemie

B0588A130001 Chemie a technologie ochrany životního prostředí
- obor Chemie a technologie ochrany životního prostředí

B0531A130014 Polygrafie
- obor Polygrafie

B0531A130017 Polymerní materiály a kompozity
- obor Polymerní materiály a kompozity

B0531A130013 Povrchová ochrana stavebních a konstrukčních materiálů
- obor Povrchová ochrana stavebních a konstrukčních materiálů

B3912 Speciální chemicko-biologické obory
- obor Zdravotní laborant

### Magisterské studijní programy
N0512A130006 Analýza biologických materiálů
- obor Analýza biologických materiálů

N0711A130015 Anorganické technologie
- obor Anorganické technologie

N0914P360001 Bioanalytická laboratorní diagnostika ve zdravotnictví
- obor Bioanalytická laboratorní diagnostika ve zdravotnictví

N0413A050010 Ekonomika a management podniků chemického průmyslu
- obor Ekonomika a management podniků hemického průmyslu

N0711A130013 Chemické a procesní inženýrství
- obor Chemické inženýrství
- obor Ochrana životního prostředí

N1407 Chemie
- obor Analytická chemie
- obor Anorganická a bioanorganická chemie
- obor Organická chemie
- obor Technická fyzikální chemie

N2808 Chemie a technologie materiálů
- obor Chemie a technologie papíru a celulózových materiálů
- obor Materiálové inženýrství
- obor Organické povlaky a nátěrové hmoty
- obor Technologie organických specialit
- obor Technologie výroby a zpracování polymerů
- obor Teorie a technologie výbušin
- obor Vlákna a textilní chemie

N2901 Chemie a technologie potravin
- obor Hodnocení a analýza potravin

N0531A139989 Inženýrství energetických materiálů
- obor Inženýrství energetických materiálů

N0531A130013 Polygrafie
- obor Polygrafie

N0711A130014 Udržitelný rozvoj v chemii a technologii
- obor Udržitelný rozvoj v chemii a technologii

### Doktorské studijní programy
P0531D130011 Anorganická chemie
- obor Anorganická chemie

P0512D139991 Biochemie
- obor Biochemie

P0531D130015 Organická chemie
- obor Organická chemie

P0711D130001 Organická technologie
- obor Organická technologie

P0531D130009 Analytická chemie
- obor Analytická chemie

P0531D139999 Fyzikální chemie
- obor Fyzikální chemie

P0711D139995 Anorganická technologie
- obor Anorganická technologie

P2833 Chemie a technologie anorganických materiálů
- obor Chemie a technologie anorganických materiálů

P0531D139993 Inženýrství energetických materiálů
- obor Inženýrství energetických materiálů

P0711D139997 Chemické a procesní inženýrství
- obor Environmentální inženýrství
- obor Chemické inženýrství

## Zajímavost
V roce 2022 prostory fakulty posloužily k natáčení amerického sci-fi seriálu Nadace.